# NGC 6092
NGC 6092 este o liner situată în constelația Coroana Boreală. A fost descoperită în 11 mai 1885 de către .